# دوكدو (فئة سفن)
دوكدو (بالإنجليزية: Dokdo) (هانغل: 독도급 강습상륙함, هانجا: 獨島級強襲上陸艦) سفينة من الدرجة البرمائية الهجومية هي منصة هبوط طائرات هليكوبتر (LPH) وسفينة هجومية برمائية تشغلها بحرية جمهورية كوريا (ROKN). صممتها هانجين للصناعات الثقيلة، وكانت متطلبات سفن الإنزال البرمائية لتعزيز قدرة العمليات البرمائية الحالية في كوريا الجنوبية.

## مواصفات
ROK Navy's Rapid Response Fleet:
- Dokdo-class LPH (flagship)

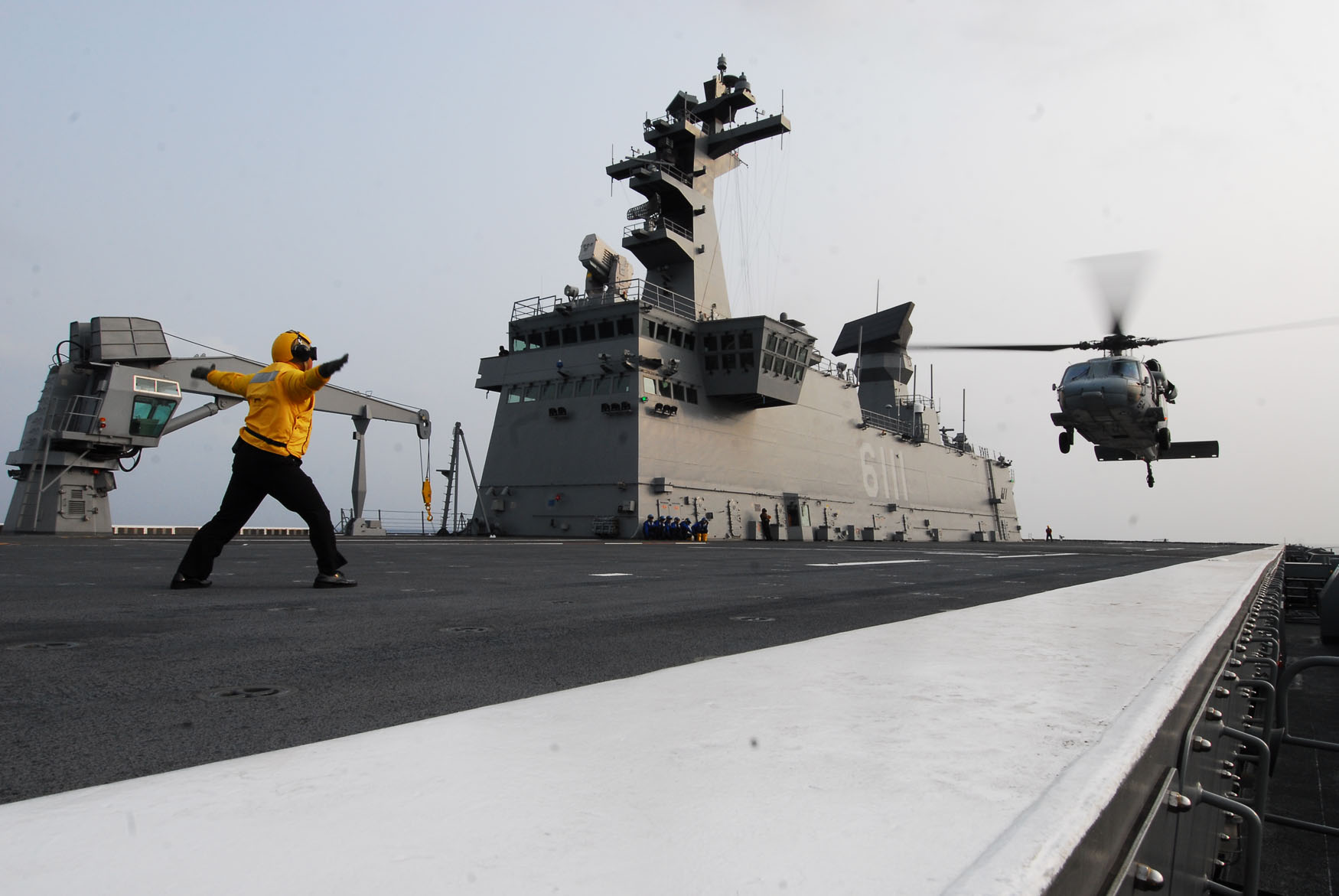
بحرية الولايات المتحدة إس إتش-60 سي هوك landing on the flight deck of Dokdo.

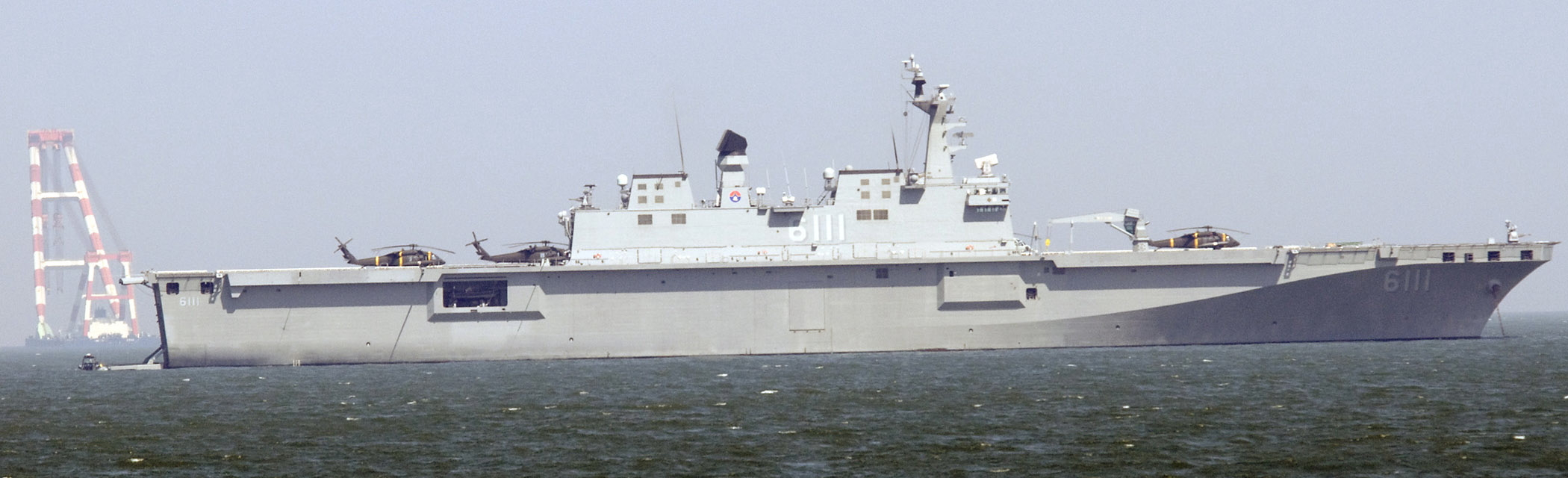
Dokdo assisting search and rescue after the غرق الفرقيطة تشونان.

- Sejong the Great-فئة destroyer (KDX-III) Aegis Combat System
- KDX-II destroyer
- KDX-I destroyer
- غواصة تايب 214 (diesel-electric)

## وصلات خارجية
- Dokdo class LPH - ROK Navy نسخة محفوظة 4 مارس 2016 على موقع واي باك مشين.
- Globalsecurity article on the LP-X
- LPX Doko launching ceremony pictures
- Naval Technology entry for the Dokdo class